# Carson Kelly
Carson Franklin Kelly (Chicago, Illinois, 14 de julio de 1994), más conocido como Carson Kelly, es un jugador profesional estadounidense de béisbol que se desempeña en la posición de cácher en Chicago Cubs, equipo de las Grandes Ligas de Béisbol (MLB).

## Carrera
Kelly hizo su debut en la MLB con el equipo St. Louis Cardinals, en el cual jugó tres temporadas (2016-2018), después pasó a Arizona Diamondbacks (2019-2023), luego a Detroit Tigers (2023-2024), posteriormente a Chicago Cubs, donde lleva jugando una temporada.